# Laux-Prozess
Der Laux-Prozess ist ein industrielles Verfahren zur Herstellung von Anilin, bei dem Nitrobenzol mit Hilfe von Gusseisenspänen in Anwesenheit von Wasser reduziert wird, wobei das Eisen oxidiert wird, und in Abhängigkeit von den Reaktionsbedingungen gelbes Eisen(III)-hydroxidoxid oder schwarzes Eisen(II,III)-oxid entsteht:
{\displaystyle \mathrm {2\ Fe+C_{6}H_{5}NO_{2}+2\ H_{2}O\longrightarrow 2\ FeO(OH)+C_{6}H_{5}NH_{2}} }
{\displaystyle \mathrm {9\ Fe+4\ C_{6}H_{5}NO_{2}+4\ H_{2}O\longrightarrow 3\ Fe_{3}O_{4}+4\ C_{6}H_{5}NH_{2}} }
Die stark exotherme Reaktion wird durch Chloridionen katalysiert, die in Form von Aluminiumchlorid oder Eisen(III)-chlorid zugesetzt werden können. Hierdurch unterscheidet sich dieses Verfahren von der ansonsten ähnlichen Béchamp-Reduktion, bei der Salzsäure verwendet wird.
Das Verfahren wurde 1925 von dem deutschen Chemiker Julius Laux bei Dr. E. ter Meer & Cie (später Teil der I.G. Farben) entwickelt und wird seit 1926 eingesetzt. Um die hierbei als Nebenprodukte anfallenden Eisenoxide besser als Pigmente einsetzen zu können, wurde das Verfahren optimiert, so dass die Herstellung mehrerer geeigneter Eisenoxidpigmente möglich wurde. Das verbesserte Verfahren wurde 1928 patentiert.